# 吉岡安直
吉岡安直（日语：／ Yoshioka Yasunao，1890年11月1日—1947年11月30日），日本陸軍中將。歷任關東軍高級參謀、滿洲國帝室御用掛。溥儀稱之為「電線」。

## 生平

### 早年之經歷
出生于大分县一个农民家庭，生父为川内清作。佐贺县的贸易商吉岡又吉收其为养子。少年時從中津中学校、第五高等学校退學轉而參軍。1913年5月畢業於日本陸軍士官學校（第二十五期）。 同年12月升任步兵中尉，繼續就讀士官學校，并於1925年11月畢業（第三十七期），畢業後任職步兵第45連隊中隊長。1927年2月，歷任總參謀部庶務課副勤務、参謀本部員、中國駐屯軍参謀、步兵第45連隊大隊長、第8師團参謀。

### 帝室御用挂

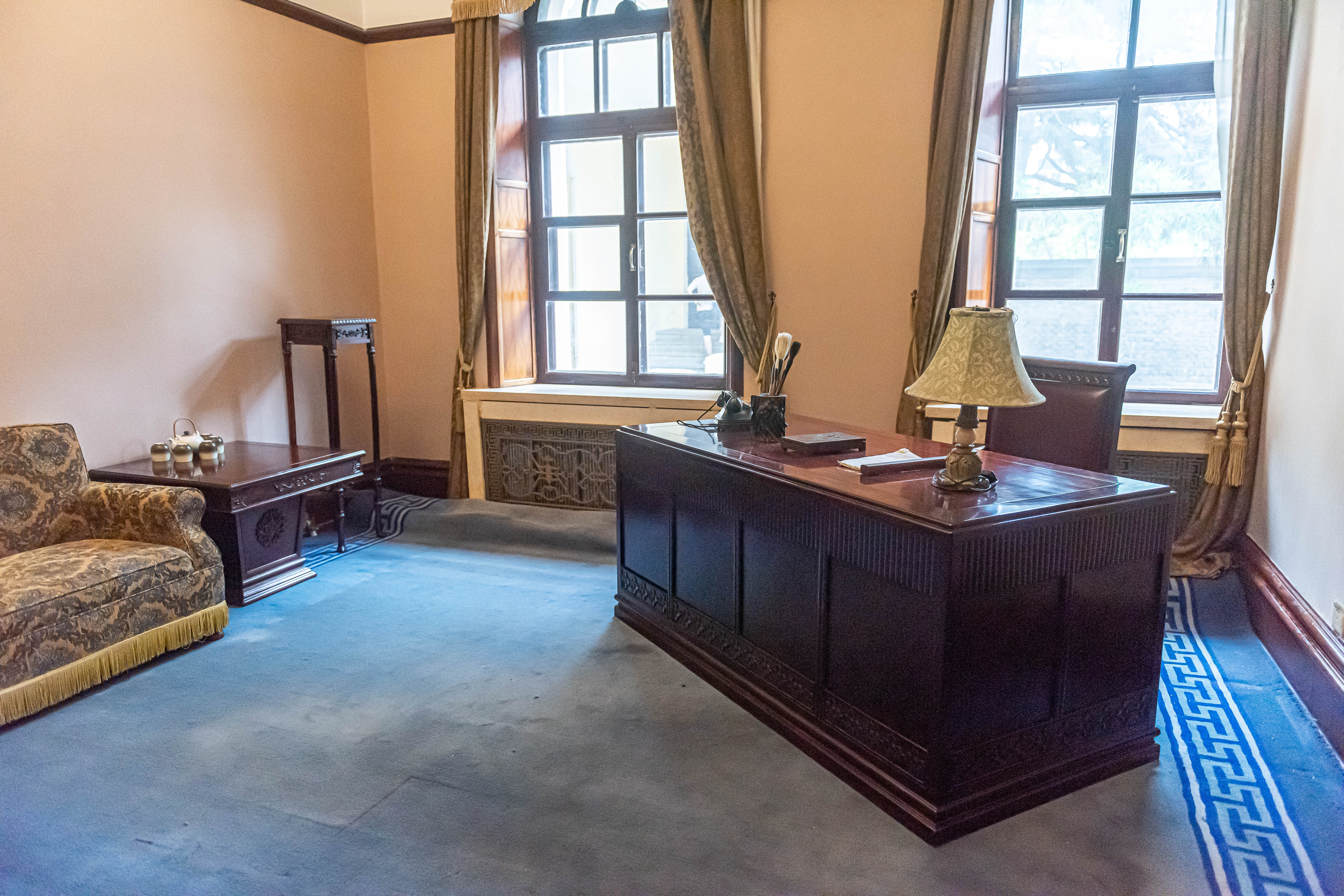
吉冈在勤民楼的办公室

1934年滿洲國實行帝制。1935年3月出任滿洲國皇帝溥儀的帝室御用掛（關東軍司令部下屬職位），同時兼任日本駐滿洲國大使館副武官。因皇帝御用挂的身份，1942年12月破格提升為陸軍中將，並授正三位勛一等爵。
1945年8月8日，蘇聯紅軍攻入滿洲。8月9日，傳達關東軍司令部指示，威逼溥儀遷都通化。8月15日，日本宣佈無條件投降。8月17日午夜至18日凌晨，安排溥儀在大栗子溝礦山株式會社技工培養所（今臨江市大栗子街道偽滿皇帝溥儀行宮博物館）內舉行退位儀式，宣讀《滿洲國皇帝退位詔書》。滿洲國政府解散，卸任帝室御用挂。

### 卸任及身死
1945年8月19日，隨溥儀、溥傑、嵯峨浩等一行人逃亡日本，于逃亡途中在瀋陽東塔機場被蘇聯紅軍空降傘兵逮捕。與溥儀等人被蘇聯士兵扣留在通遼市至8月20日。隨後與溥儀分開，被押解至莫斯科受審。1947年11月30日在莫斯科的一家醫院内死亡。吉岡死後葬於俄羅斯莫斯科頓斯科伊修道院的日本人墓地。
在苏联解体后，俄罗斯联邦政府认为吉冈在苏联遭受的羁押是不公的，遂于1994年为其平反。

## 評價
溥儀在自傳《我的前半生》中，對於吉岡的所作所爲極度厌恶，稱其“真像挂在我身上一样”，一舉一動都被監視。亦認定吉岡安直策劃了譚玉齡的死亡。
嵯峨浩在自傳《流离的王妃》中，指出吉岡御用挂的身份等同滿洲國的無冕之皇，且爲人傲慢不負責任。另一方面，對於吉岡在滿洲國崩潰時，面對危險臨機應變保護皇帝和女眷表示稱贊。

## 影視作品
- 《末代皇帝》：1987年电影，池田史比古饰
- 《末代皇帝》：1988年电视剧，胡浩饰
- 《非常公民》：2002年电视剧，孙维民饰
- 《流轉的王妃》：2003年電視劇，段田安則飾
- 《末代皇帝传奇》：2014年电视剧，张春饰